# Фред (тропічний шторм, 2021)
Тропічний шторм «Фред» (англ. Tropical Storm Fred)  – сильний тропічний шторм, який у серпні 2021 року вразив більшу частину Великих Антильських островів і Східне узбережжя США.
Фред спричинив перебої з електроенергією в Домініканській Республіці. Понад 500 000 людей втратили доступ до води після виходу з ладу системи водопроводу в країні. Від повені також постраждала Куба. Фред також став причиною понад 36 000 відключень електроенергії у Флориді. Одна людина загинула в штаті від гідропланування. У Північній Кароліні Фред спричинив катастрофічну повінь, яка зруйнувала багато будинків і забрала шість життів. Тропічний шторм і його залишки також спричинили спалах торнадо, який складався з 30 торнадо протягом трьох днів. Загалом загинуло 7 людей, а економічні збитки тільки в США оцінили в 1,3 мільярда доларів США.

## Метеорологічна історія
4 серпня о 12:00 UTC Національний центр спостереження за ураганами (NHC) зазначив тропічну хвилю, яка утворилася в центральній Атлантиці. Спочатку хвиля не вважалася вірогідною, але 8 серпня ймовірність розвитку хвилі зросла, коли вона наблизилася до Підвітряних островів. Коли грозова активність почала консолідуватися, хвиля продовжувала отримувати позначення як потенційний тропічний циклон 6, коли наближався до Підвітряних островів 9 серпня о 21:00 UTC , класифікація «Потенційний тропічний циклон», яку використовує NHC. вказує на шторм, а не на тропічний циклон, а на наземну загрозу, яка потребує видачі прогнозів. Хвиля  пройшла трохи на південь від Домініки або в 55 милях (90 км) на південь від Гваделупи вранці 10 серпня, увійшовши в північно-східну частину Карибського моря приблизно о 09:00 UTC того дня. Незважаючи на добре організований вигляд на супутникових зображеннях, що нагадує циклон під час потужного тропічного шторму, спостереження за поверхнею та дані з літака NOAA, який прилетів у зону тропічної хвилі раніше цього дня, підтвердили, що шторм ще не набув чітко визначеного характеру замкнутої циркуляції. Проходить на південь від Віргінських островів, радіолокаційні зображення продовжували стверджувати, що хвиля ще не сформувалась в тропічний циклон з кількома областями обертання, які очевидні і не схожі на чітко визначену циркуляцію. Однак після чергового розвідувального польоту [Мисливці за ураганами|мисливців за ураганами]] в зону хвилі дані підтвердили, що він був достатньо визначений, щоб його назвали тропічним штормом Фред за 45 миль (70 км) на південь від Понсе, Пуерто-Рико, 11 серпня о 03:00 UTC.

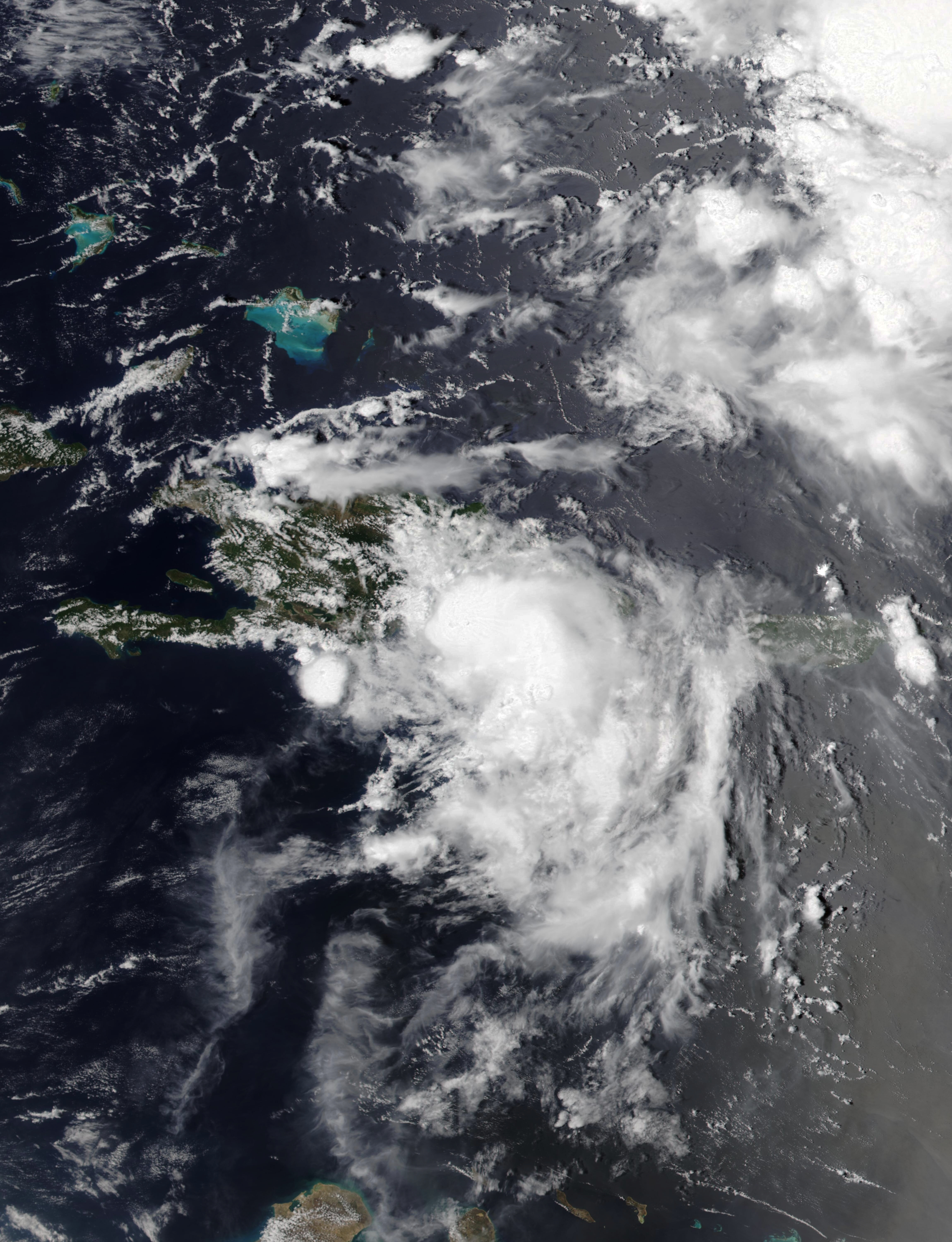
Тропічний шторм «Фред» обрушився на Домініканську Республіку 11 серпня

Циркуляція Фреда продовжувала ставати точнішою, оскільки дані розвідувального літака додатково підтвердили, що шторм дещо посилився з вітром зі швидкістю 45 миль/год (75 км/год). Незабаром після цього Фред вийшов на захід від Санто-Домінго в Домініканській Республіці приблизно о 18:00 UTC того дня. Циркуляція Фреда була швидко порушена через гірську місцевість острова, яка послабилася до тропічної депресії над центральною частиною острова рано 12 серпня. Після виходу назад в море на північ від Навітряного проходу біля 09:00 UTC, Фред втратив більшу частину своєї грозової активності над центром, який сам став широким і невизначеним, що ще більше посилилося зсувом західного вітру на 20 вузлів, біля Флориди. Коли Фред повільно дрейфував на північний-захід, тривалі несприятливі умови призвели до того, що Фред намагався реорганізуватися, при цьому його центри середнього та нижнього рівнів були переміщені приблизно на 50 миль (80 км) один від одного згідно з даними літаків-розвідників. Фред змістився майже прямо на захід, а його низький центр перемістився вглиб країни над північною Кубою близько 18:00 UTC 14 серпня. Рух трохи далі на захід, ніж прогнозувалося, тривала взаємодія з Кубою та зсув вітру змусили Фреда переродиться в тропічну хвилю о 15:00 UTC 14 серпня, хоча попередження продовжуються через потенційну наземну загрозу для Флориди.
Залишки Фреда повернули на північ у Мексиканську затоку й почали реорганізовуватися, досягаючи шквальних вітрів і організованої смуги гроз на схід від осі жолоба. Крім того, розвідувальні дані  підтвердили, що залишки розвинули організовану циркуляцію і що Фред посилився в тропічний шторм о 12:40 UTC 15 серпня. Тропічний циклон, більшість найсильніших вітрів були зміщені на схід від частково відкритого центру, коли шторм знову посилився. Фред продовжував посилюватися в незначно сприятливому середовищі з температурою поверхні моря 30 °C (86 °F) і відносно вологою атмосферою, зі спалахами конвекції, що утворювали невеликі центральні щільні хмари над центром, який був трохи східніше, ніж зображено, що підтверджено літаком-розвідником. Фред досяг свого піку інтенсивності як сильний тропічний шторм зі швидкістю вітру 65 миль/год (100 км/год) о 18:00 UTC 16 серпня незадовго до того, як вийшов на сушу в кількох милях на південний-схід від Мехіко-Біч поблизу мису Сан-Блас, Флорида подібна інтенсивність приблизно через годину о 19:15 UTC. Фред швидко ослаб невдовзі після виходу на сушу, ослабши до тропічної депресії над Джорджією до 09:00 UTC наступного дня.

## Підготовка та наслідки

### Карибський басейн
Фред завдав збитків у Карибському морі на 10 мільйонів доларів.

#### Малі Антильські острови

Потенційний тропічний циклон №6 наближається до Пуерто-Рико 10 серпня.

У Гваделупі Метео-Франс оголосила попередження про вітер, оскільки тропічна хвиля, що передувала Фреду, наблизилася до острівної країни. Мартиніка також отримала таке ж попередження та повідомила про поривчастий вітер та опади, коли хвиля проходила лише на північ від острова.
На Домініці, Барбадосі та згаданих раніше островах також було оголошено попередження про тропічний шторм з позначенням потенційного тропічного циклону 6.

#### Пуерто-Рико
З позначенням Потенційного тропічного циклону 6, що рухається до Пуерто-Рико, 9 серпня було оголошено попередження про тропічний шторм. На наступний день, після формування Фреда, сильний дощ із зовнішніх смуг шторму викликав сильні опади та короткий, але інтенсивний шквал, які призвели до знеструмлення понад 13 000 будинків у деяких частинах острова. Губернатор Педро П'єрлуїсі зазначив, що деякі заправки закрились, оскільки перед штормом прийшли люди, щоб заправитись. На острові також було відкрито вісім притулків, хоча лише семеро людей шукали притулку. Порив вітру 55 км/год (35 миль/год) був зареєстрований у Лахасі.

#### Домініканська республіка
У Домініканській Республіці 10 серпня, коли Фред наблизився до острова, було оголошено попередження про тропічний шторм. Після виходу на сушу поблизу Санто-Домінго 400 000 людей втратили електроенергію по всій країні. Розлив річок, що призвело до зупинки системи акведуків країни, призвело до того, що понад 500 000 людей втратили доступ до води. У Санто-Домінго було евакуйовано 1700 осіб, щонайменше 100 будинків були пошкоджені. Понад 47 населених пунктів були знеструмлені, а 4025 людей були переміщені через раптову повінь, спричинену штормом, у той час як загалом було пошкоджено 805 будинків по всій країні; принаймні 5 були повністю знищені. 47 рейсів були скасовані або затримані в Міжнародних аеропортах Лас-Амерікас і Ла-Ізабела. Соціальні мережі повідомляли про перекриття вулиць і обвал мосту в Санто-Домінго.
На Гаїті підрозділ цивільного захисту оголосив жовтий рівень пильності (ризик зіткнення від низької до середньої інтенсивності), коли Фред перетнув країну. Управління цивільного захисту нагадало цивільним особам бути обережними щодо повеней і зсувів.

### Сполучені Штати
Фред завдав США економічних збитків на загальну суму 1,1 мільярда доларів.